# Badminton na Letních olympijských hrách 2004
Badminton na Letních olympijských hrách 2004 řeckých Athénách.

## Medailisté

### Muži
| Kategorie    | Zlato                                           | Stříbro                                          | Bronz                                       |
| ------------ | ----------------------------------------------- | ------------------------------------------------ | ------------------------------------------- |
| dvouhra mužů | Indonésie (INA) · Taufik Hidayat                | Jižní Korea (KOR) · Shon Seung-mo                | Indonésie (INA) · Sony Dwi Kuncoro          |
| čtyřhra mužů | Jižní Korea (KOR) · Kim Dong-moon · Ha Tae-kwon | Jižní Korea (KOR) · Lee Dong-soo · Yoo Yong-sung | Indonésie (INA) · Eng Hian · Flandy Limpele |

### Ženy
| Kategorie   | Zlato                                | Stříbro                             | Bronz                                            |
| ----------- | ------------------------------------ | ----------------------------------- | ------------------------------------------------ |
| dvouhra žen | Čína (CHN) · Čang Ning               | Nizozemsko (NED) · Mia Audina       | Čína (CHN) · Čou Mi                              |
| čtyřhra žen | Čína (CHN) · Čang Ťie-wen · Jang Wej | Čína (CHN) · Chuang Suej · Kao Ling | Jižní Korea (KOR) · Ra Kyung-min · Lee Kyung-won |

### Smíšené
| Kategorie       | Zlato                            | Stříbro                                             | Bronz                                           |
| --------------- | -------------------------------- | --------------------------------------------------- | ----------------------------------------------- |
| smíšená čtyřhra | Čína (CHN) · Čang Ťün · Kao Ling | Velká Británie (GBR) · Nathan Robertson · Gail Emms | Dánsko (DEN) · Jens Eriksen · Mette Schjoldager |

## Přehled medailí
| Pořadí | Země                 | Zlato | Stříbro | Bronz | Celkově |
| ------ | -------------------- | ----- | ------- | ----- | ------- |
| 1.     | Čína (CHN)           | 3     | 1       | 1     | 5       |
| 2.     | Jižní Korea (KOR)    | 1     | 2       | 1     | 4       |
| 3.     | Indonésie (INA)      | 1     | 0       | 2     | 3       |
| 4.     | Velká Británie (GBR) | 0     | 1       | 0     | 1       |
| 4.     | Nizozemsko (NED)     | 0     | 1       | 0     | 1       |
| 6.     | Dánsko (DEN)         | 0     | 0       | 1     | 1       |
| Celkem | Celkem               | 5     | 5       | 5     | 15      |